# Westermarsch I
Westermarsch I is een plaats in de Duitse gemeente Norden, deelstaat Nedersaksen. De plaats telt 442 inwoners (2016).
Westermarsch I ligt in de nabijheid van de Leybocht. Het Romeinse getal I onderscheidt de plaats van het aangrenzende Westermarsch II.
Het gebied bestaat vooral uit boerderijen, waar de melkveehouderij wordt uitgeoefend.
In 1771 werd het dorp door een dodelijke veeziekte geteisterd.
Van 1774 tot plm. 1971 bestond in het dorp een belangrijke baksteenfabriek.